# Myxococcus llanfairpwllgwyngyllgogerychwyrndrobwllllantysiliogogogochensis
Myxococcus llanfairpwllgwyngyllgogerychwyrndrobwllllantysiliogogogochensis es una especie de bacteria del orden Myxococcales. Recibe su nombre por el pueblo galés donde se aisló por primera vez, Llanfairpwllgwyngyllgogerychwyrndrobwllllantysiliogogogoch.